# Godunow (Adelsgeschlecht)

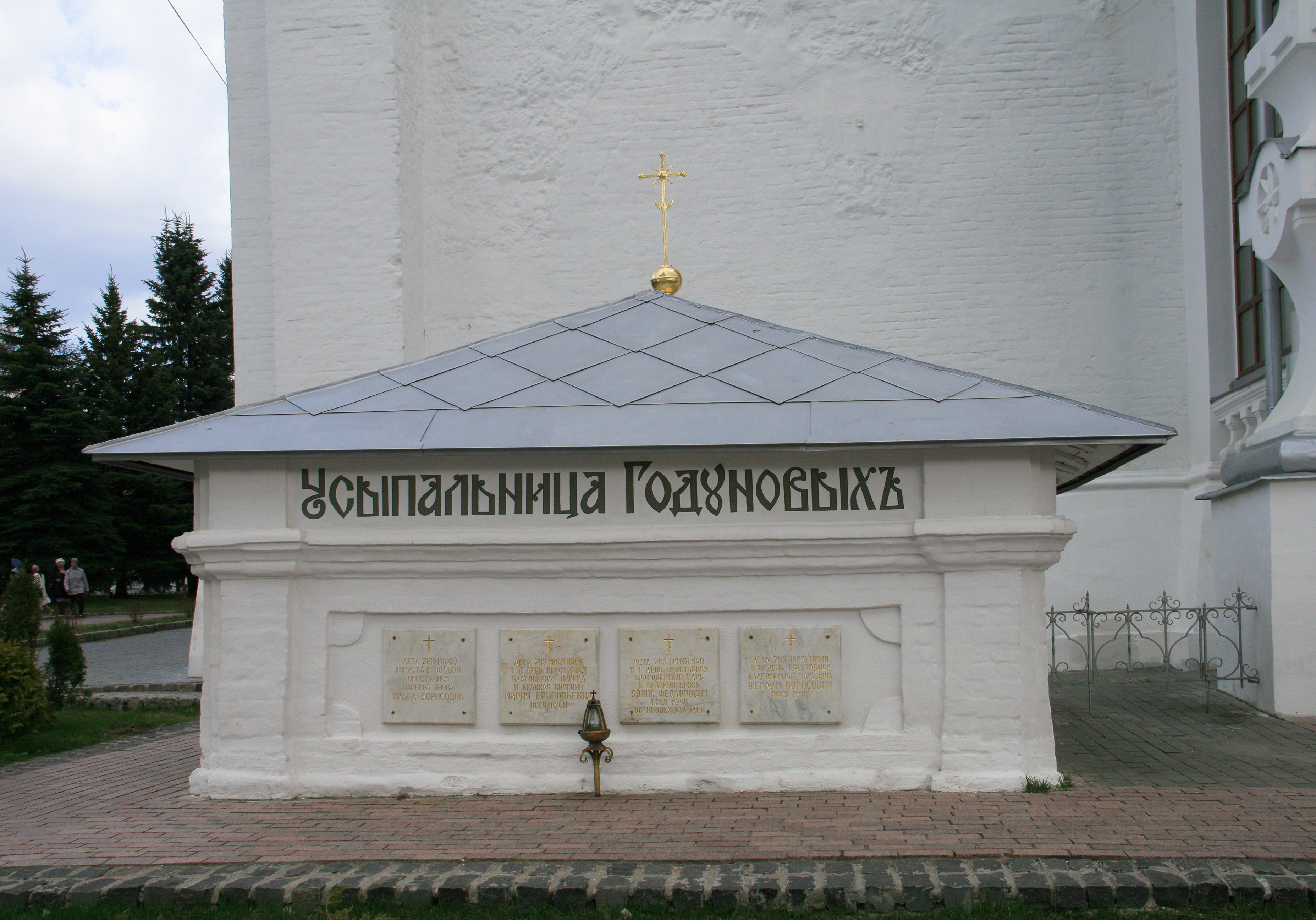
Das Familiengrab der Godunows im Dreifaltigkeitskloster von Sergijew Possad

Das Haus Godunow (russisch Годунов) ist ein erloschenes russisches Adelsgeschlecht, das mit Boris Godunow und seinem Sohn Fjodor Godunow zwei russische Zaren stellte.

## Geschichte
Das Geschlecht Godunow stammte vom Bojaren Dmitri Serno aus Kostroma ab, der im 14. Jahrhundert dem Moskauer Großfürsten Iwan Kalita diente. Dmitri Serno entstammten auch die Adelsgeschlechter Weljaminow und Saburow, die den Godunows am Nächsten standen. Einer späteren Legende zufolge, die auch in die Ahnenbücher aufgenommen wurde, stammte Dmitri Serno vom tatarischen Mursa namens Tschet ab, der aus der Goldenen Horde nach Russland eingewandert ist. Allerdings hat diese Version ernsthafte chronologische, genealogische und allgemeinhistorische Unstimmigkeiten, weshalb sie von Historikern als unzutreffend eingestuft wird.
Der Aufstieg der Godunows begann, als Boris Godunow, zunächst als Opritschnik, ab ca. 1570 zum Einfluss am Hofe Iwans IV. des Schrecklichen gelangte. Zahlreiche Verwandte Godunows wurden mit wichtigen Ämtern betraut. Ca. 1580 heiratete der Thronanwärter Fjodor I. Boris Schwester Irina Godunowa. Nach dem Tod Iwans IV. 1584 stieg Boris Godunow als Schwager des neuen Zaren Fjodor I., der wenig Interesse an weltlichen Dingen hatte, zum faktischen Herrscher auf. Als Fjodor I. 1598 kinderlos verstarb und mit ihm die Moskauer Rurikiden-Dynastie endete, wurde Boris Godunow vom Semski Sobor zum neuen Zaren gewählt. Seine Herrschaft ging bis 1605, als er während des Aufstands unter der Führung des ersten falschen Dmitri verstarb. Die Aufständischen nahmen Moskau ein und töteten seine Familie, darunter seinen 16-jährigen Sohn Fjodor II., der nur wenige Wochen formell Zar war. Unter den Romanows, die die Herrschaft nach der Zeit der Wirren übernahmen, wurde die Stellung der verbliebenen Godunows deutlich bescheidener. Das Geschlecht erlosch in der Regierungszeit Peters des Großen.